# جراحی شم یا بدل
جراحی بدل یا شَم یا پلاسبو (به انگلیسی: Sham surgery) یک مداخلهٔ جراحی است که در آن جراحی بدون انجام مداخلهٔ درمانی اصلی انجام می‌شود. برای نمونه در آزمایش‌های حیوانی اگر قرار باشد یک گروه موش تحت عمل جراحی قلب قرار گیرد در موش‌های گروه جراحی بدل تمام مراحل جراحی و مراقبت‌های بعد از آن بدون انجام عمل اصلی بر قلب آن‌ها انجام می‌شود تا بدین ترتیب اثرات مربوط به بیهوشی، بازکردن قفسهٔ سینه، تزریق آنتی‌بیوتیک و … برای حذف اثرات احتمالی آن‌ها بر روند آزمایش انجام شود.

## مطالعات انسانی
در پژوهش‌های حوزهٔ پزشکی پلاسبو دارای ارزش زیادی است و به عبارتی استاندارد طلایی این دست از آزمایش‌هاست. بنابراین زمانی که نتایج مربوط به فرایند جراحی آزمایش می‌شود، جراحی بدل به عنوان مداخله در گروه شاهد استفاده می‌شود. با این وجود استفاده از جراحی بدل در مطالعات انسانی مورد مورد بحث است از آنجایی که استانداردهای اخلاقی و پژوهشی را زیر سؤال می‌برد. از طرفی جراحی بدل ممکن است به فرد آسیب وارد کند و از سویی دیگر آزمایش‌هایی که بدون جراحی بدلی طراحی می‌شوند از نظر علمی دارای اعتبار کمتری هستند. یک راه حل تقریبی این است که افرادی که جراحی بدل بر روی آن‌ها انجام شده‌است مجدداً جراحی اصلی بر روی آن‌ها انجام گیرد. به دلایل اخلاقی مطالعاتی که نیازمند گروه شم یا بدل هستند به ندرت در انسان انجام می‌شوند. در حالی که برخی افراد مطالعات بر پایهٔ جراحی بدلی را به کلی رد می‌کنند برخی دیگر اما آن را از نظر اخلاقی قابل قبول می‌دانند به شرطی که یک سری محدودیت‌هایی در انجام آن اعمال شود. برای نمونه باید سؤال پژوهش بسیار مهم باشد و به طریق دیگری نتوان به آن پاسخ داد. همچنین خطرات احتمالی فرایند جراحی بدل باید تا جایی که ممکن است به حداقل رسانده شود و نیز شخص مورد آزمایش باید از همهٔ خطرات احتمالی آن به‌طور کامل آگاه باشد.

### مثال‌ها

#### بیماری‌های قلبی عروقی
در سال ۱۹۳۹ فیاسکی روش بستن رگ داخلی پستان برای بهبود جریان خون به قلب را عنوان کرد. دو دهه بعد که مطالعه‌ای در این زمینه با استفاده از گروه جراحی بدل به عنوان شاهد انجام شد مشخص شد که این روش به اندازهٔ گروه جراحی بدل مؤثر است و نه بیشتر.

#### بیماری‌های سیستم عصبی مرکزی
در جراحی مغز و اعصاب، پیوند سلول در بسیاری از مراکز درمانی در جهان به عنوان یک روش کارآمد برای درمان بیماری پارکینسون پیشنهاد شد تا زمانی که آزمایشی بر پایه جراحی بدل انجام شد که در آن جمجمه گروه شاهد با استفاده از مته سوراخ شد و نشان داد که پیوند سلول نه تنها کارآمد نیست بلکه می‌تواند آسیب‌رسان نیز باشد.

### مطالعات حیوانی
جراحی بدل به شکل گسترده‌ای در آزمایش‌های مدل جراحی در حیوانات آزمایشگاهی استفاده می‌شود. در حیوانات آزمایشگاهی برداشتن کامل یا تغییر یک عضو خاص به عنوان گروه شم برای درک عملکرد عضو مورد نظر استفاده می‌شود. همچنین جراحی بدل به عنوان گروه کنترل در حیوانات آزمایشگاهی برای آزمایش روش‌های جدید جراحی استفاده می‌شود.